# Воскресеновка (Серышевский район)
В Амурской области в Михайловском районе также есть село Воскресеновка и станция Воскресеновка.
Воскресе́новка — село в Серышевском районе Амурской области, Россия. Входит в Широкологский сельсовет.

## География
Село Воскресеновка стоит на правом берегу реки Томь (левый приток Зеи). Выше Воскресеновки населённых пунктов на реке Томь нет.
Село Воскресеновка расположено к юго-востоку от пос. Серышево, расстояние до районного центра (через сёла Поляна, Красная Поляна, Бочкарёвку, Хитровку, Белогородку, Паруновку, Новосергеевку, Рождественку, Широкий Лог и Соколовку) — 97 км.
Административный центр Широкологского сельсовета село Широкий Лог находится в 27 км западнее.

## Население
| 2002 | 2010 | 2012 | 2013 | 2014 | 2015 | 2016 |
| ---- | ---- | ---- | ---- | ---- | ---- | ---- |
| 110  | ↘78  | ↘75  | ↘71  | ↘70  | →70  | ↘68  |
| 2017 | 2018 |      |      |      |      |      |
| ↘66  | ↘63  |      |      |      |      |      |

По данным переписи 1926 года по Дальневосточному краю, в населённом пункте числилось 102 хозяйства и 484 жителя (250 мужчин и 234 женщины), из которых преобладающая национальность — украинцы (52 хозяйства).

## Инфраструктура
Сельскохозяйственные предприятия Серышевского района.